# Erigone miniata
Erigone miniata Baert, 1990 è un ragno appartenente alla famiglia Linyphiidae.

## Aspetto
L'epiteto specifico miniata fa riferimento alla piccola taglia della specie.

Il maschio è lungo 1,20-1,29 mm, largo 0,4-0,5 e carapace lungo 0,59-0,65 mm. Il carapace è marrone con striature scure, la zona degli occhi è nera; i cheliceri sono marroni; il labium e lo sternum sono castano brillante con apparenza rugosa; le zampe sono gialle o giallo-marroni e l'addome è grigio scuro. I bordi del carapace presentano dei piccoli e corti denti. I cheliceri sono robusti e presentano una serie anterolaterale di piccoli tubercoli setolosi, i margini anteriori presentano 4 denti con una corta peluria all'apice.

La femmina è lunga 1,24-1,3 mm, larga 0,40-0,43 mm e carapace lungo 0,57-0,63 mm. Il carapace è molto più scuro che nel maschio; i cheliceri non presentano escrescenze. I denti dei cheliceri sono 4 nel margine anteriore e 2 nel margine posteriore.
Il maschio è distinguibile dalla forma dell'organo palpale e la femmina dall'epigino e dalla vulva.

## Distribuzione e habitat
La specie è stata rinvenuta nelle Isole Galapagos, precisamente su Pinta, Santa Cruz, San Cristóbal e Santiago.
Vive nelle foreste di scalesie.

## Tassonomia
Non sono stati esaminati esemplari di questa specie dal 1990
Attualmente, a dicembre 2014, non sono note sottospecie.